# Tieschen
Tieschen – gmina targowa w Austrii, w kraju związkowym Styria, w powiecie Südoststeiermark. Według Austriackiego Urzędu Statystycznego liczyła 1287 mieszkańców (1 stycznia 2015).